# Рагімов Махмуд Джафар Кулі огли
Махмуд Джафар Кулі огли Рагімов (23 грудня 1905, місто Баку, тепер Азербайджан — 10 липня 1989, місто Баку, тепер Азербайджан) — азербайджанський радянський діяч, начальник об'єднаного Каспійського пароплавства, заступник голови Ради міністрів Азербайджанської РСР. Депутат Верховної ради Азербайджанської РСР 3—6-го скликань. Депутат Верховної ради СРСР 3—4-го скликань.

## Життєпис
Народився в родині службовця (робітника). Трудову діяльність розпочав у 1920 році, тривалий час працював у торговій мережі міста Баку, був розсилальним продовольчого відділу водного транспорту, бібліотекарем профспілки моряків, прикажчиком у магазині Кастпо.
У 1925 році закінчив школу і до кінця 1929 року працював у Бакинському торговому порту кореспондентом, перекладачем, а потім завідувачем секретного діловодства, начальником канцелярії Бакинського торгового порту.
З 1929 року навчався на дворічних курсах середнього начальницького складу водного транспорту в місті Ленінград. Закінчивши курси, за розподілом Народного комісаріату водного транспорту СРСР прибув до Баку і до 1931 року працював в експедиційному відділі Каспійського пароплавства.
У 1932—1940 роках — відповідальний виконавець із оперативного планування, головний диспетчер, заступник начальника служби експлуатації, начальник служби експлуатації управління пароплавства «Касптанкер». У 1940—1942 роках — перший заступник начальника управління пароплавства «Касптанкер».
Член ВКП(б) з липня 1942 року.
У 1942—1952 роках — начальник управління нафтоналивного пароплавства «Касптанкер» Азербайджанської РСР. Під час німецько-радянської війни брав активну участь у забезпеченні Червоної армії нафтопродуктами.
У квітні 1952 — 1956 року — заступник голови Ради міністрів Азербайджанської РСР.
У 1956—1965 роках — начальник управління об'єднаного Каспійського морського пароплавства. Був ідейним натхненником та керівником створення поромної переправи Баку—Красноводськ.
У 1965 році направлений в Об'єднану Арабську Республіку (Єгипет) для сприяння розвитку морського транспорту, був уповноваженим Міністерства морського флоту СРСР у Єгипті. У 1966 році призначений керівником головного морського агентства Управління судноплавства Каспійського моря в Ірані.
Потім — персональний пенсіонер.
Помер 10 липня 1989 року в місті Баку. Похований на 2-й Алеї почесного поховання в Баку.

## Нагороди
- чотири ордени Леніна (23.03.1944, 3.08.1960,)
- орден Трудового Червоного Прапора (4.06.1942)
- медаль «За оборону Кавказу»
- медаль «За перемогу над Німеччиною у Великій Вітчизняній війні 1941—1945 рр.»
- медаль «Ветеран праці»
- медалі